# Fréderic Verrycken

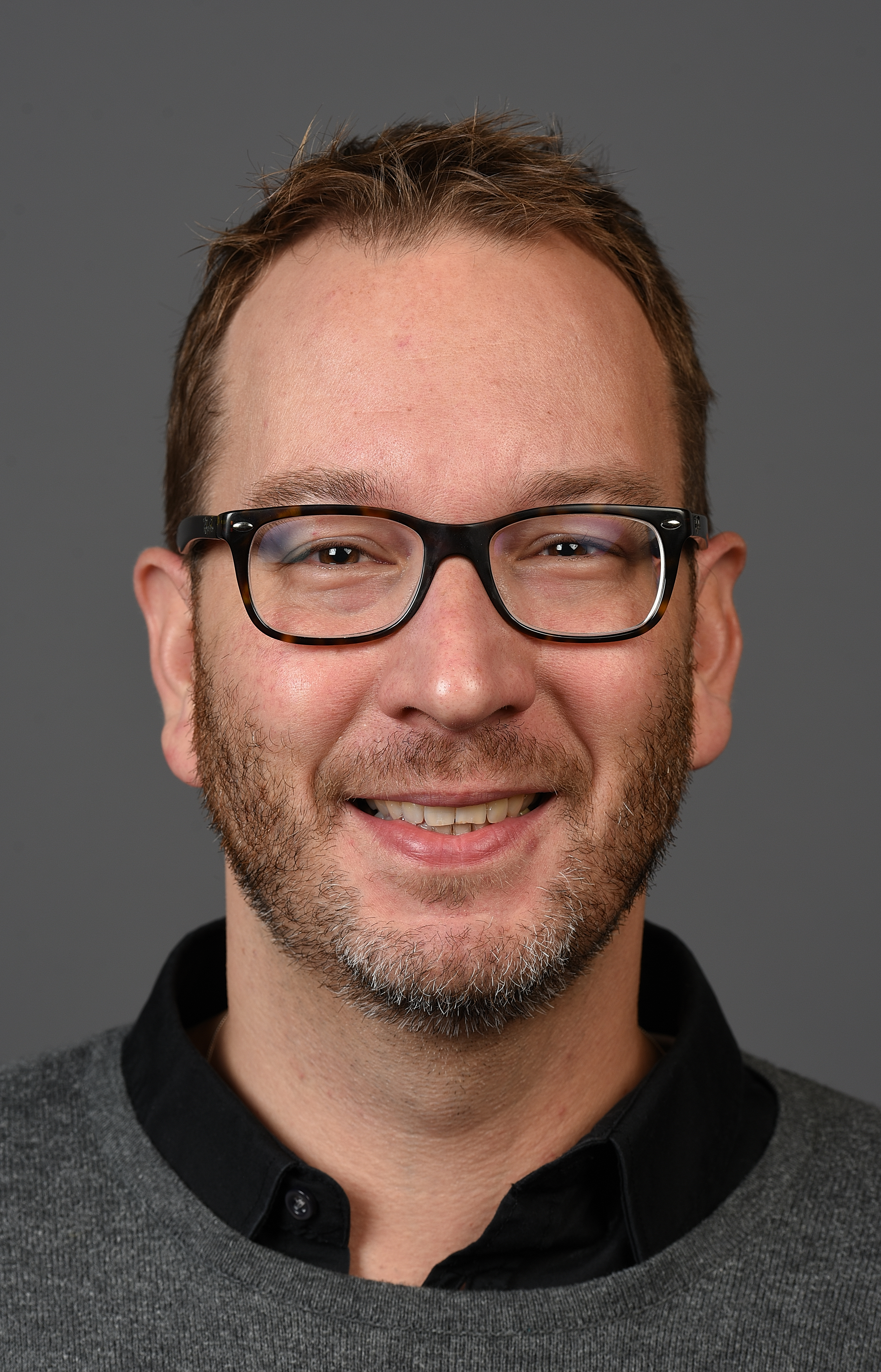
Fréderic Verrycken, 2017

Fréderic Verrycken (* 24. Mai 1977 in Brüssel) ist ein deutscher Politiker (SPD). Er war von 2018 bis 2021 Staatssekretär in der Berliner Senatsverwaltung für Finanzen.

## Leben
Verrycken studierte Politikwissenschaften an der Freien Universität Berlin. Nach seinem Studium war er ab dem Jahr 2005 bei der Zeitung vorwärts als Redakteur sowie in den Jahren 2010 bis 2011 als Chefredakteur der Zeitung DEMO tätig. 
Schon als Schüler begann Verrycken sich politisch zu engagieren und trat in die SPD ein.
Verrycken gelang bei der Abgeordnetenhauswahl im September 2011 als Direktkandidat der SPD im Wahlkreis Charlottenburg-Wilmersdorf 1 der Einzug als Abgeordneter in das Abgeordnetenhaus von Berlin. Das Direktmandat konnte er bei der Abgeordnetenhauswahl im September 2016 verteidigen.
Am 23. Oktober 2018 wurde Fréderic Verrycken vom Berliner Senat zum Staatssekretär in der Senatsverwaltung für Finanzen des Landes Berlin, als Nachfolger von Klaus Feiler, ernannt. Daher schied er aus dem Abgeordnetenhaus aus, sein Nachrücker wurde Christian Hochgrebe. Im Zuge der Bildung des Senats Giffey schied er im Dezember 2021 aus dem Amt des Staatssekretärs aus.
Verrycken ist verheiratet und hat drei Kinder.